# Disque ZIP
Pour les articles homonymes, voir Zip.

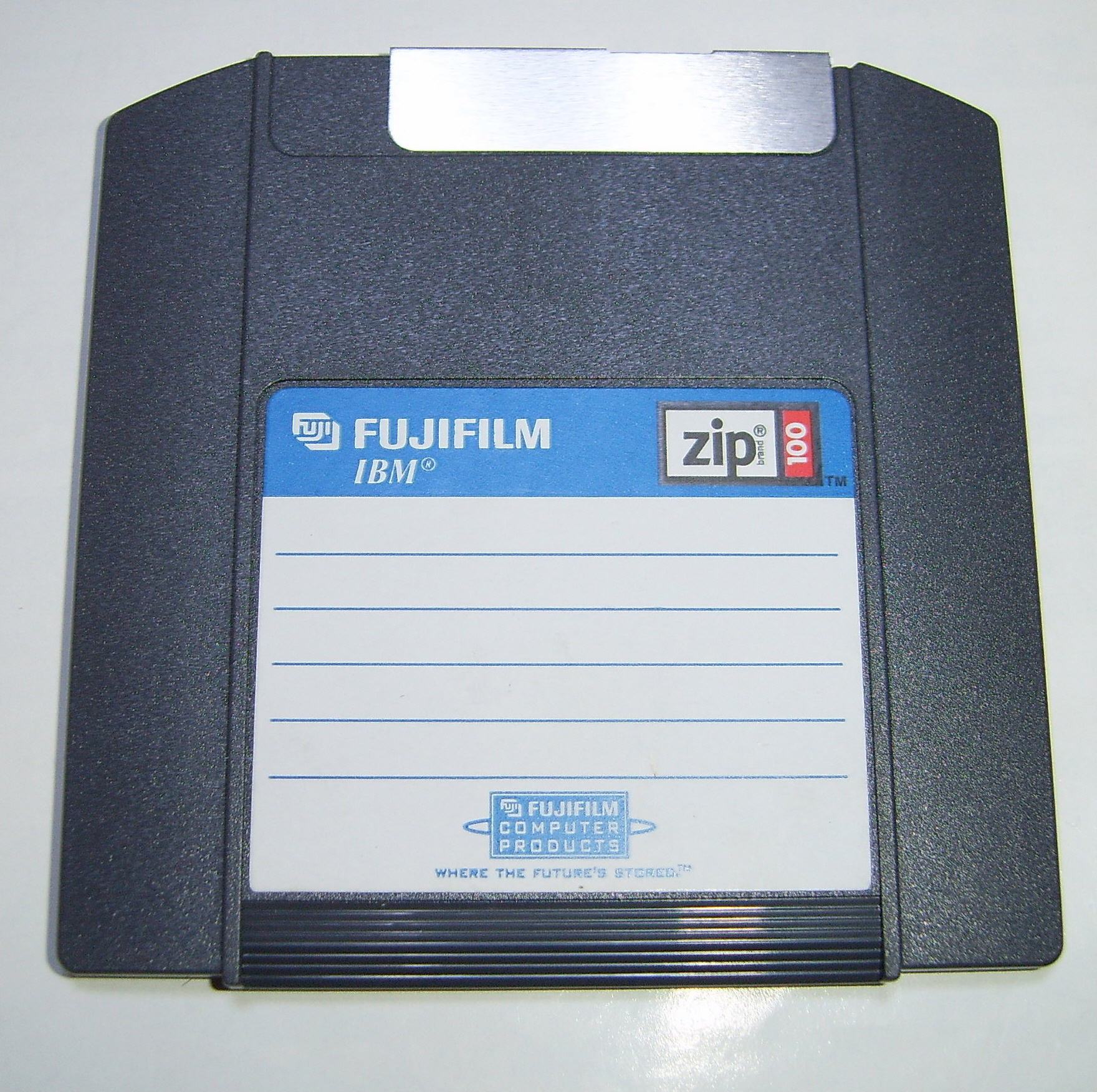
Disque zip vu de face

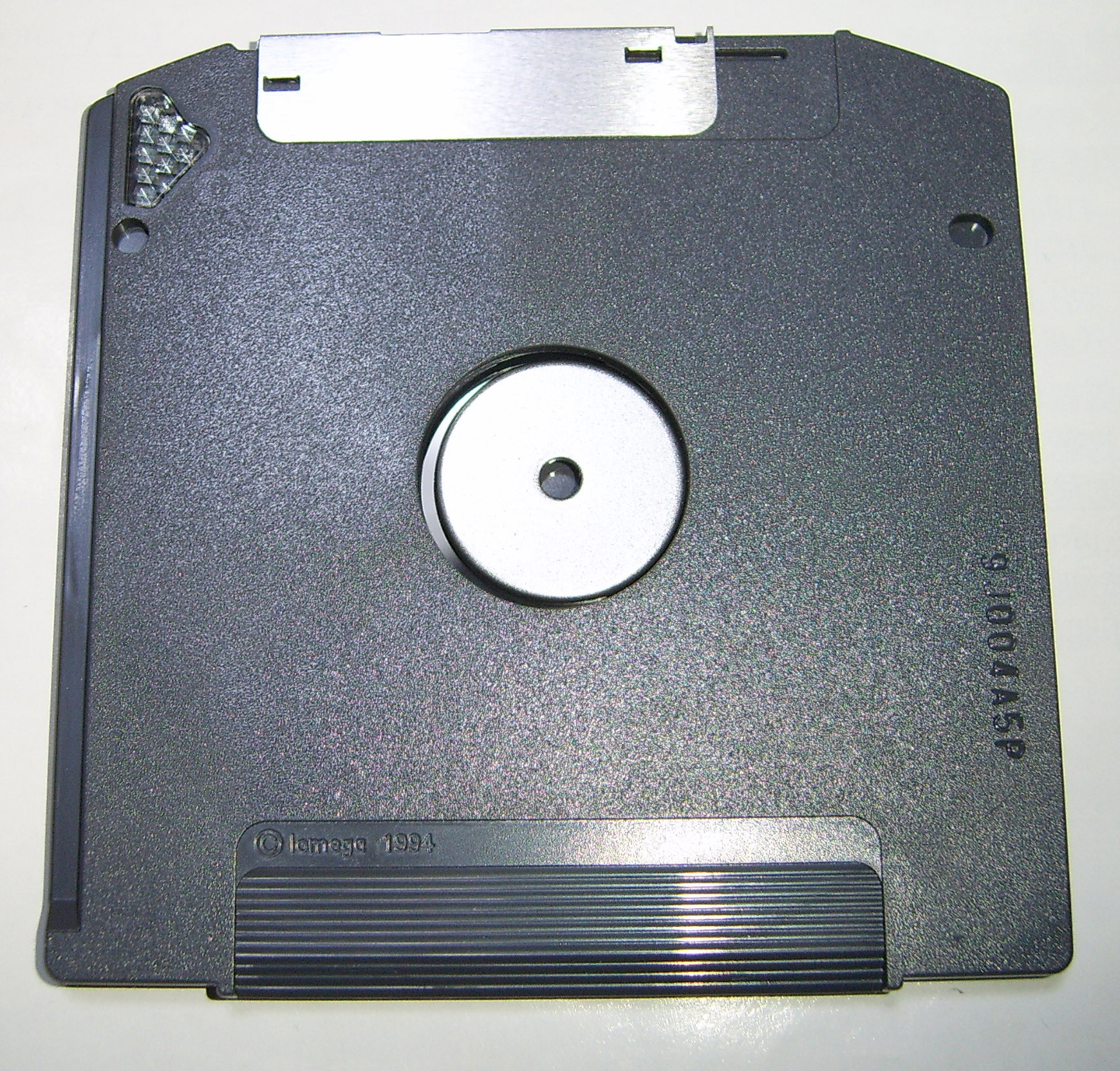
Disque zip vu de dos

Les disques ZIP étaient des mémoires sur disquettes amovibles qui ont été mises sur le marché par Iomega en 1994. À l'origine, ils existaient en format de 100 Mo puis plus tard en 250 Mo ou encore 750 Mo. La société Epson a sorti une version 100 Mo du lecteur ZIP totalement blanc et seulement en version parallèle en 1996.

## Description

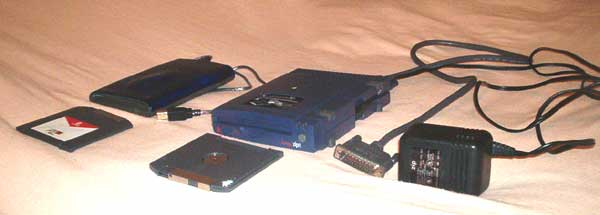
Différents lecteurs ZIP externes.

Le matériel pouvait être connecté sur port parallèle, SCSI, USB, PCMCIA, FireWire ou IDE interne, selon les modèles. Certains fabricants d'ordinateurs proposaient même des modèles avec un lecteur intégré, comme Apple qui équipa de lecteurs ZIP internes certains Power Mac du G3 desktop au G4.
La compatibilité ascendante était partiellement assurée : les lecteurs ZIP 250 pouvaient lire les ZIP 100 et écrire lentement sur les ZIP 100, alors que les lecteurs ZIP 750 pouvaient lire et écrire sur les ZIP 250 et lire les ZIP 100. Les lecteurs 750 n'eurent pas beaucoup de succès, car ils étaient très chers et arrivaient sur le marché alors que les CD-RW (CD réinscriptibles) d'une capacité proche revenaient moins chers et pouvaient subir des écritures à des vitesses comparables.

## Fonctions optionnelles
- À l'instar d'une disquette 3½ pouces, il était possible de protéger en écriture un disque ZIP, mais cette opération se faisait à l'aide du logiciel fourni par Iomega, et non par un procédé mécanique (languette sur les disquettes 3½ pouces).
- Il était aussi possible de restreindre l'accès en lecture et/ou en écriture à l'aide d'un mot de passe qui était alors exigé à l'insertion du disque dans le lecteur.
- Une autre fonction permettait d'interdire l'éjection manuelle du disque afin d'éviter la corruption ou perte d'intégrité des données (par exemple lors de la modification d'une base de données).
- Un outil de type catalogue permettait de constituer automatiquement un catalogue (sur le disque dur de l'ordinateur) de tous les fichiers présents sur une collection de disques amovibles, facilitant ainsi la recherche d'un fichier sans avoir à insérer successivement une série de disques ZIP dans le lecteur.
- Enfin, un outil d'archivage (backup) permettait d'automatiser la sauvegarde de fichiers d'un disque dur sur un support ZIP.

## Disparition
Iomega a également sorti en 1995 un successeur, le disque Jaz (en), un système semblable mais acceptant des cartouches de 1  à   2 Go.
Non compatibilité avec les différentes tailles.
La généralisation de la mise en réseau informatique, des graveurs de CD, et finalement l'avènement des mémoires flash sur clé USB a rendu cette technologie obsolète. Les lecteurs Jaz ont cessé d'être commercialisés en 2002 et les lecteurs ZIP en 2005.